# Zwing und Bann
Zwing (oder Twing) und Bann war eine umschreibende Formel für die Macht einer Obrigkeit, dem Zwing- oder Twingherr, rechtsverbindliche Vorschriften und Anordnungen im Bereich der niederen Gerichtsbarkeit (Niedergericht) erlassen zu können. Das Twingrecht wurde bis ins Spätmittelalter mündlich tradiert. Ein Gerichtsbezirk (Twing oder Zwing) umfasste meist ein oder mehrere Dörfer.
Der Begriff taucht häufig im Zusammenhang mit Grundherrschaft auf und bezeichnet hier das Recht eines Grundherren, Gebote und Verbote zu erlassen. Die Gegenstände, auf die sich die Ausübung von „Zwing und Bann“ beziehen, können gegenüber der Hoch- oder Blutgerichtsbarkeit abgegrenzt werden, die Straftaten mit dem Tode bestrafen konnte. So wurde zum Beispiel der „Trostungsbruch (Brechen des beschworenen Friedens) mit Worten“ vom Twingherr, der „Trostungsbruch mit bewaffneter Hand“ vom Hochrichter verfolgt. In die Twingherren-Regelungskompetenz fielen auch Delikte wie leichtere Körperverletzung, Ehrverletzung oder Frevel. 

## Lexikographie
- Anne-Marie Dubler: Twing und Bann. In: Historisches Lexikon der Schweiz.
- Schweizerisches Idiotikon, Bd. IV Sp. 1270 ff., Artikel Bann (Digitalisat) und Bd. XIV Sp. 1814 ff., Artikel Twing (Digitalisat).